# Нгујен Фу Чонг
Нгујен Фу Чонг (виј. Nguyễn Phú Trọng; Донг Хој, 14. април 1944 — Ханој, 19. јул 2024) био је вијетнамски политичар који је обављао функцију председника Вијетнама од 23. октобра 2018. до 5. априла 2021. године.